# August von Platen

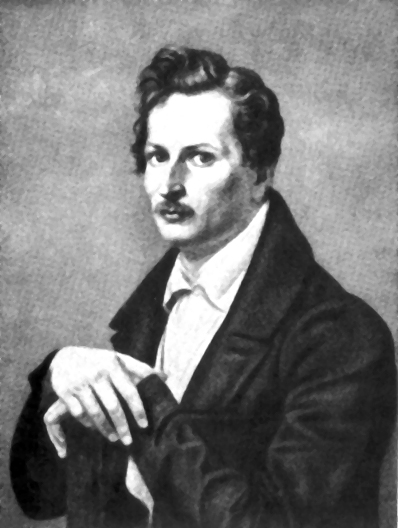
August von Platen

August von Platen-Hallermünde (Ansbach, 2 oktober 1796 – Syracuse (Italië), 5 december 1835) was een Duits schrijver, dichter en toneelschrijver.

## Leven en werk

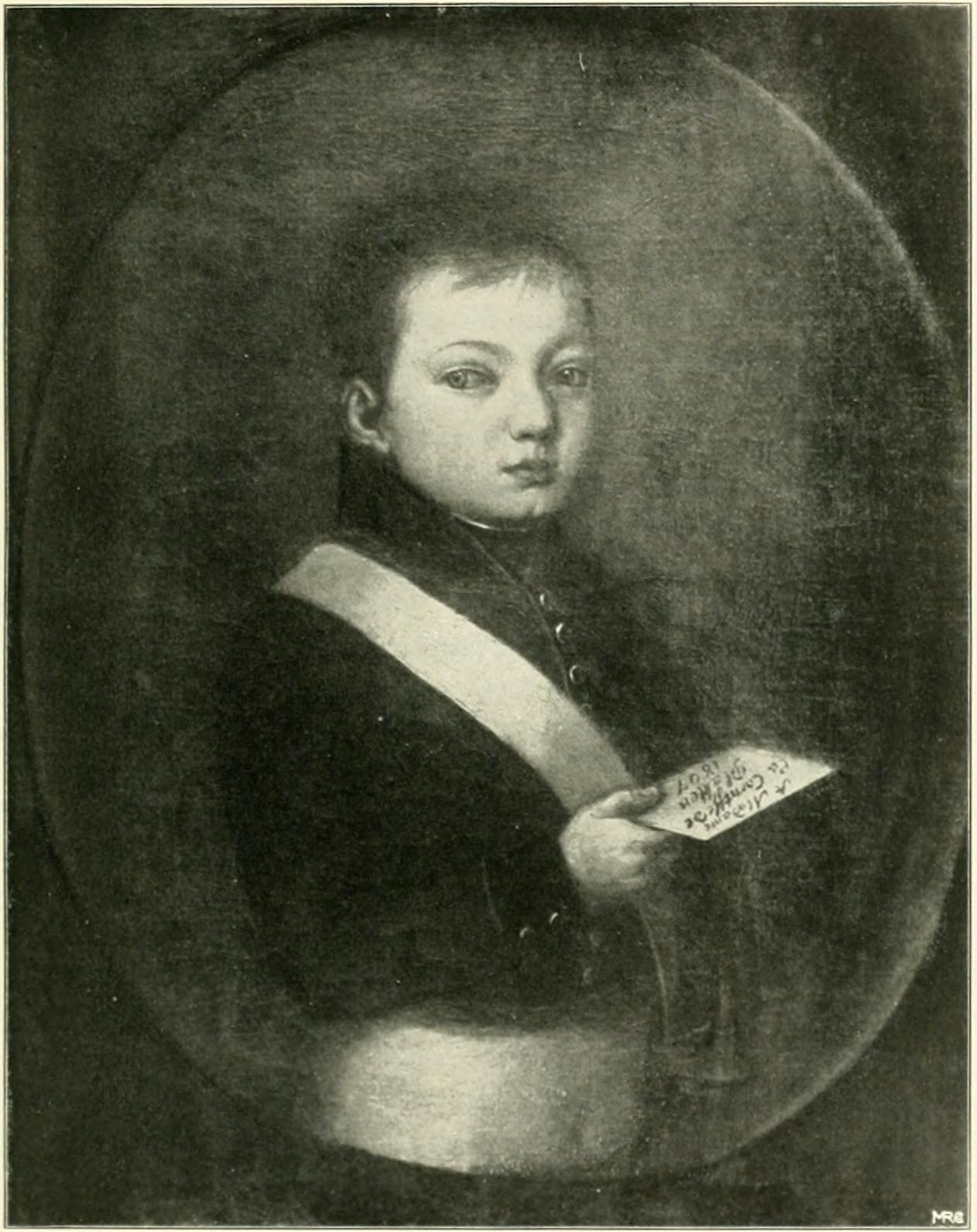
August von Platen als cadet

Von Platen ging als jongeman naar de cadettenschool (Kadettenhaus) in München en trad in 1814 in bij een Beiers infanterie-regiment. In 1815 nam hij deel aan de laatste napoleontische oorlog, tegen Frankrijk. De homoseksuele Von Platen voelde zich echter niet thuis in het leger en begon in 1818, na een reis door de Zwitserse Alpen, een studie filosofie en filologie aan de Universiteit van Würzburg en later de Universiteit van Erlangen, waar hij Schelling leerde kennen. In deze periode schreef hij zijn eerste gedichten, onder invloed van de romantiek.
In 1826 trok Von Platen naar Italië, waar hij woonde in Florence, Rome en Napels en Giacomo Leopardi leerde kennen. Vanaf die tijd ging zijn voorkeur meer en meer uit naar antieke en oosterse voorbeelden, wat uiteindelijk leidde tot een zeker formalisme in zijn poëzie, met gecompliceerde rijmschema’s, meestal uitgewerkt in gazallen en sonnetten. 
Von Platen was zijn gehele leven een politiek geëngageerd man, republikeins-liberaal van inborst, tegenstander van de restauratiepolitiek van Von Metternich. In veel van zijn gedichten maakt hij vrijheid en revolutie tot thema. Bekend werden zijn Polenlieder (1831), waarin hij sympathiseert met de vrijheidsstrijd van de Polen. Doorheen zijn werk blijft echter ook steeds de romantiek voelbaar, het meest duidelijk wellicht in zijn bundel Tristan (1825). 
Van Platen schreef ook een aantal drama’s en een epos, Die Abassiden (1834).
In 1835 vluchtte Von Platen voor de cholera van Napels naar Sicilië, waar hij aan het einde van dat jaar overleed aan koliekpijnen en alcoholverslaving.
Von Platens roem in de negentiende eeuw was aanzienlijk. Hij had bijvoorbeeld veel invloed op de jonge Willem Kloos en Stefan George. In de twintigste eeuw raakte hij echter enigszins in de vergetelheid.

## Tristan (fragment)
Wie de schoonheid heeft aanschouwd met ogen,

Voelt zich reeds ten dode opgeschreven, 

Niets op aarde zal hij meer vermogen

Ook al moet hij voor de dood nog beven, 

Wie de schoonheid heeft aanschouwd met ogen!
(vertaling Paul Claes)

## Bibliografie

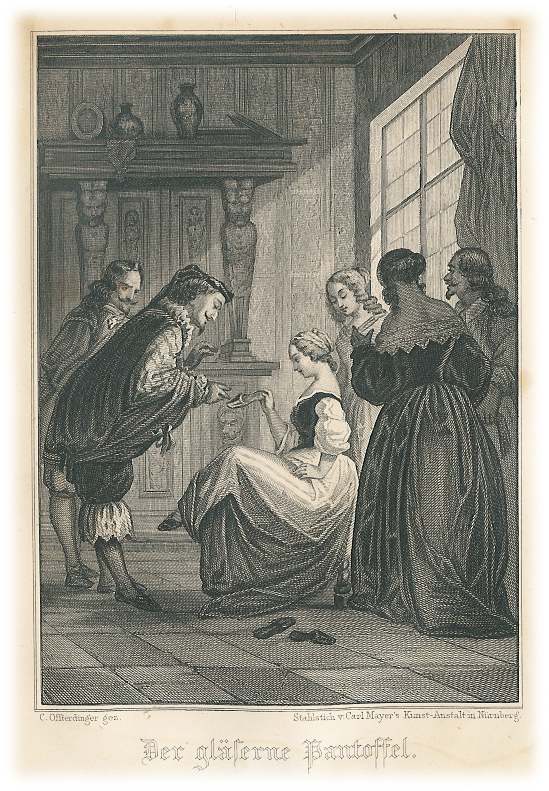
Illustratie bij Der gläserne Pantoffel.

#### Poëzie
- Ghaselen (1821)
- Lyrische Blätter (1821)
- Neue Ghaselen (1823)
- Sonette aus Venedig (1825)
- Tristan (1825)
- Polenlieder (1831)

#### Theater
- Der gläserne Pantoffel (1823)
- Der Schatz des Rampsinit (1824)
- Der Turm mit den Sieben Pforten, ein Lustspiel (1825)
- Die verhängnisvolle Gabel (1826)
- Der romantische Ödipus (1829)
- Die Liga von Cambrai (1833)
- Gesammelte Werke des Grafen August von Platen, 1847

#### Balladen
- Das Grab im Busento
- Harmosan
- Der Pilgrim vor St. Just

#### Overig
- Geschichten des Königreichs Neapel von 1414 bis 1443 (1833)
- Die Abassiden (1834)
- Die Tagebücher des Grafen August von Platen (1896/1900)